# Sphagnum torreyanum
Sphagnum torreyanum là một loài rêu trong họ Sphagnaceae. Loài này được Sull. mô tả khoa học đầu tiên năm 1849.